# Skarb z Zagórzyna
Skarb z Zagórzyna – skarb odnaleziony w 1927 w Zagórzynie koło Kalisza. Ukrycie skarbu datowane jest na okres wędrówek ludów (V-VI w. n.e.).
Zawierał bezcenne przedmioty: m.in. sześć złotych medalionów oraz zbiór monet (3 tysiące denarów - około 20 kg srebrnych monet), a także złote monety rzymskie z V w. (solidy Teodozjusza, Walentyniana i Gracjana) i brakteaty germańskie.
Przedmioty ze skarbu zostały rozsprzedane, lub prawdopodobnie nawet przetopione. Jeden z medalionów znajduje się w Berlinie, jeden w Nowym Jorku. Srebrna sprzączka znajduje się w Muzeum Okręgowym Ziemi Kaliskiej w Kaliszu.